# Желтощёкий африканский трогон
Желтощёкий африканский трогон (лат. Apaloderma aequatoriale) — вид птиц из семейства трогоновых.

## Внешний вид
Окраска сверху блестяще-зелёная. Грудь зелёного цвета. Голова зелёная,  у клюва с жёлтыми отметинами. Брюшко малиновое, клюв сильный, короткий, жёлтый. Хвост сверху синий с металлическим блеском, снизу чисто-белый. Трогоны сидят на ветках вертикально, опустив хвост, поэтому он у них хорошо виден с обеих сторон. Цвет нижней стороны хвоста служит видовым и половым опознавательным признаком. Крылья чёрно-серые испещрены белыми полосами. Оперение густое, мягкое и пушистое. Перья крайне слабо крепятся в тончайшем эпидермисе и при малейшем прикосновении выпадают.

## Ареал
Этот вид — обитатель тропического леса. Держится этот вид трогонов чаще всего во втором ярусе леса, в 5—10 м над землёй, под пологом крон деревьев. На этом уровне в тропическом лесу образуются открытые, далеко просматривающиеся коридоры. Эти птицы подолгу неподвижно сидят на боковых ветвях, подкарауливая добычу. Несмотря на яркую окраску, их очень трудно заметить.

## Образ жизни
Питаются исключительно насекомыми и пауками. Насекомых они ловят на лету. Трогоны ведут оседлый и одиночный образ жизни. Образ жизни трогонов изучен ещё далеко не полностью. Это обычные, но немногочисленные птицы, живущие довольно тихо и скрытно, часто в труднодоступных для человека местах.

## Размножение
В брачный период эти птицы держатся парами. Они занимают для размножения естественные дупла. Яйца откладываются прямо на дно дупла, без подстилки. В кладке от 2 до 4 округлых яйца. Самец и самка занимаются устройством гнезда, насиживанием яиц (17—20 дней) и выкармливанием птенцов (от 15 до 23 дней). Птенцы вылупляются из яиц голыми, слепыми и беспомощными.